# NGC 1391
NGC 1391 је спирална галаксија у сазвежђу Еридан која се налази на NGC листи објеката дубоког неба.
Деклинација објекта је - 18° 21' 16" а ректасцензија 3h 38m 52,9s. Привидна величина (магнитуда) објекта NGC 1391 износи 13,4 а фотографска магнитуда 14,4. NGC 1391 је још познат и под ознакама ESO 548-59, MCG -3-10-20, NPM1G -18.0142, PGC 13436.